# Humberto I (subte de Buenos Aires)
Humberto I es una estación de la línea H de la red de subterráneos de la ciudad de Buenos Aires ubicada debajo de la Avenida Jujuy entre la calle Humberto I y la Avenida San Juan, en el barrio de San Cristóbal en la Comuna 3, fue la estación más grande de toda la red de subterráneo hasta 2019 que fue superada por la estación Retiro de la línea E.
Posee una tipología subterránea con 2 andenes laterales y dos vías. Posee un vestíbulo superior que conecta las plataformas con los accesos en la calle y la estación Jujuy de la línea E, mediante escaleras, escaleras mecánicas y ascensores; además posee indicaciones en braille en gran parte de sus instalaciones como así también baños adaptados y servicio de Wi-Fi público.

## Historia
Fue inaugurada en dos ocasiones. La obra civil se inauguró el 31 de mayo de 2007, pero la apertura al servicio de pasajeros recién tuvo lugar el 18 de octubre de 2007 junto con las estaciones Once, Venezuela, Inclán y Caseros.
En el diseño de la estación participó el estudio de arquitectura Berdichevsky-Cherny.

## Decoración
En el tímpano y vestíbulo se encuentran obras sobre la vida de Francisco Canaro del artista Oscar Grillo, como parte del paseo cultural del tango.

## Hitos urbanos
Se encuentran en las cercanías de esta:
- Comisaría N.º 20 de la Policía Federal Argentina
- Sede centro de la Defensoría del Consejo de los Derechos de Niños y Adolescentes.
- Centros de Salud y Acción Comunitaria (CeSAC) N.º 45
- Hospital Oftalmológico Santa Lucía
- Hospital Francés
- Escuela Primaria Común N.º 10 Francisco de Gurruchaga
- Escuela Técnica N.º 11 Manuel Belgrano
- Escuela Primaria Común N.º 17 Luis Jose de Chorroarin
- Escuela Normal Superior N.º 8 Presidente Julio Argentino Roca
- Escuela Primaria Común N.º 25 Gervasio Posadas
- Biblioteca popular Juana Manso
- Plaza Martín Fierro
  - Calesita de la Plaza Martín Fierro

## Imágenes

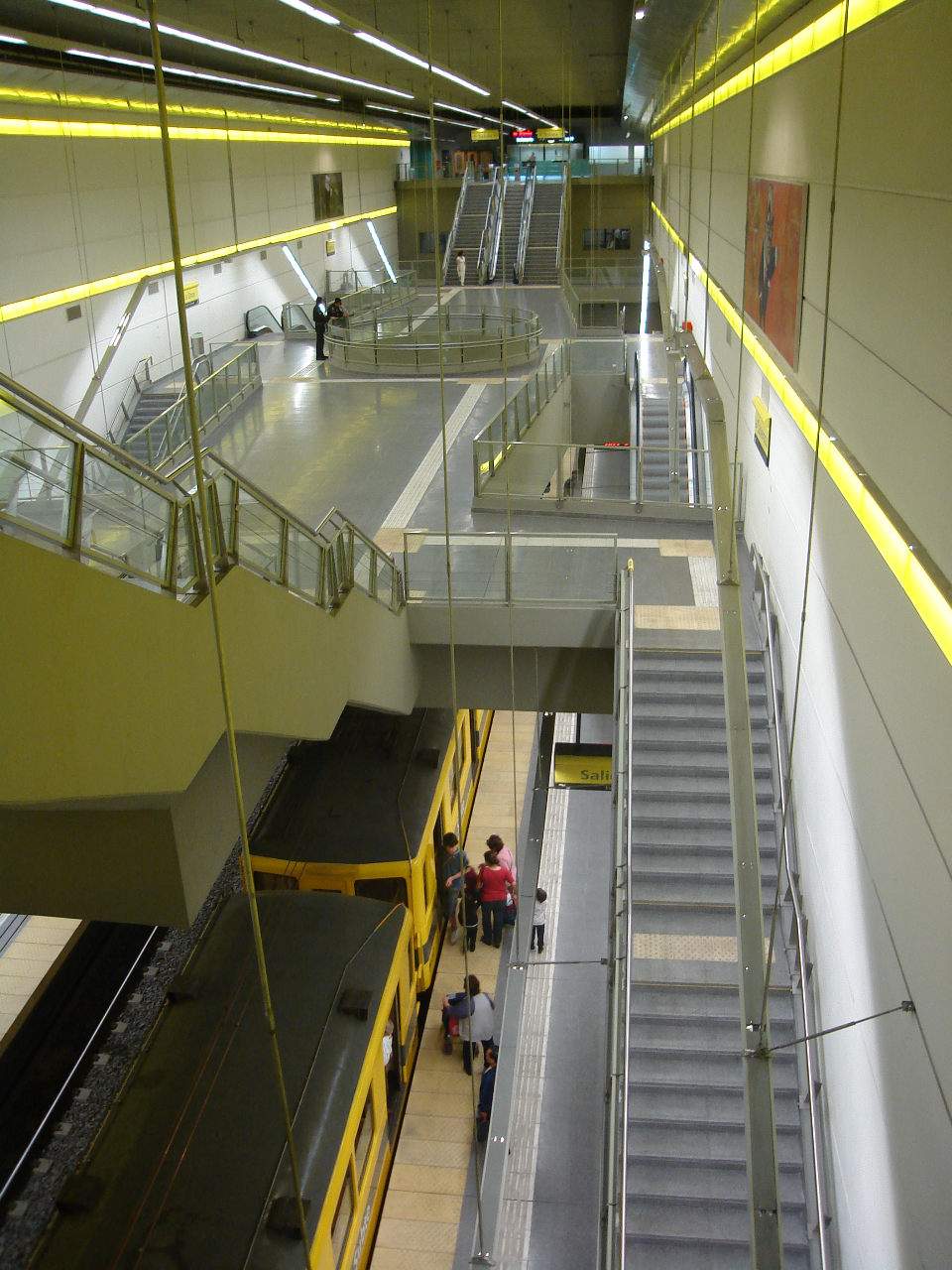
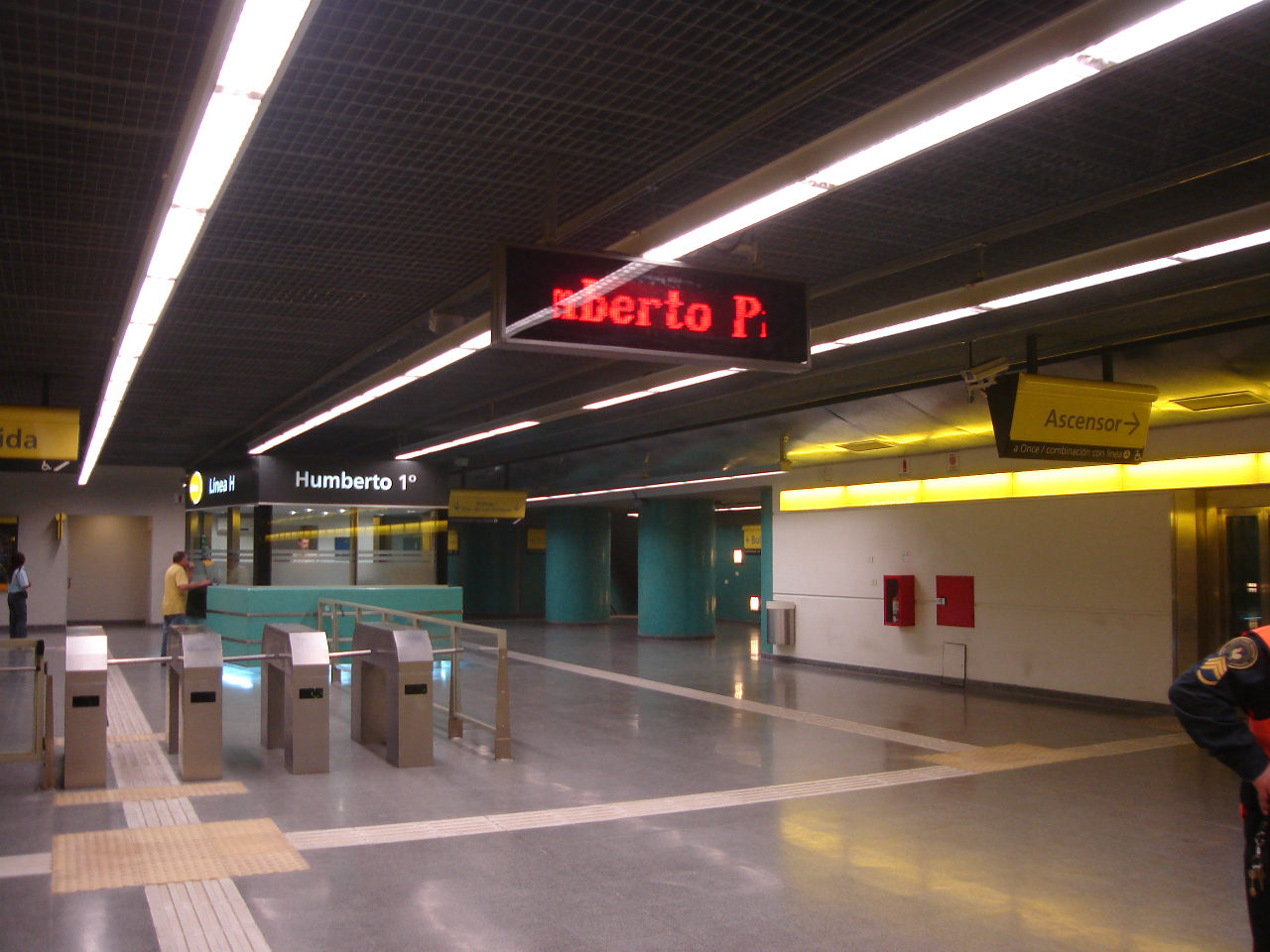
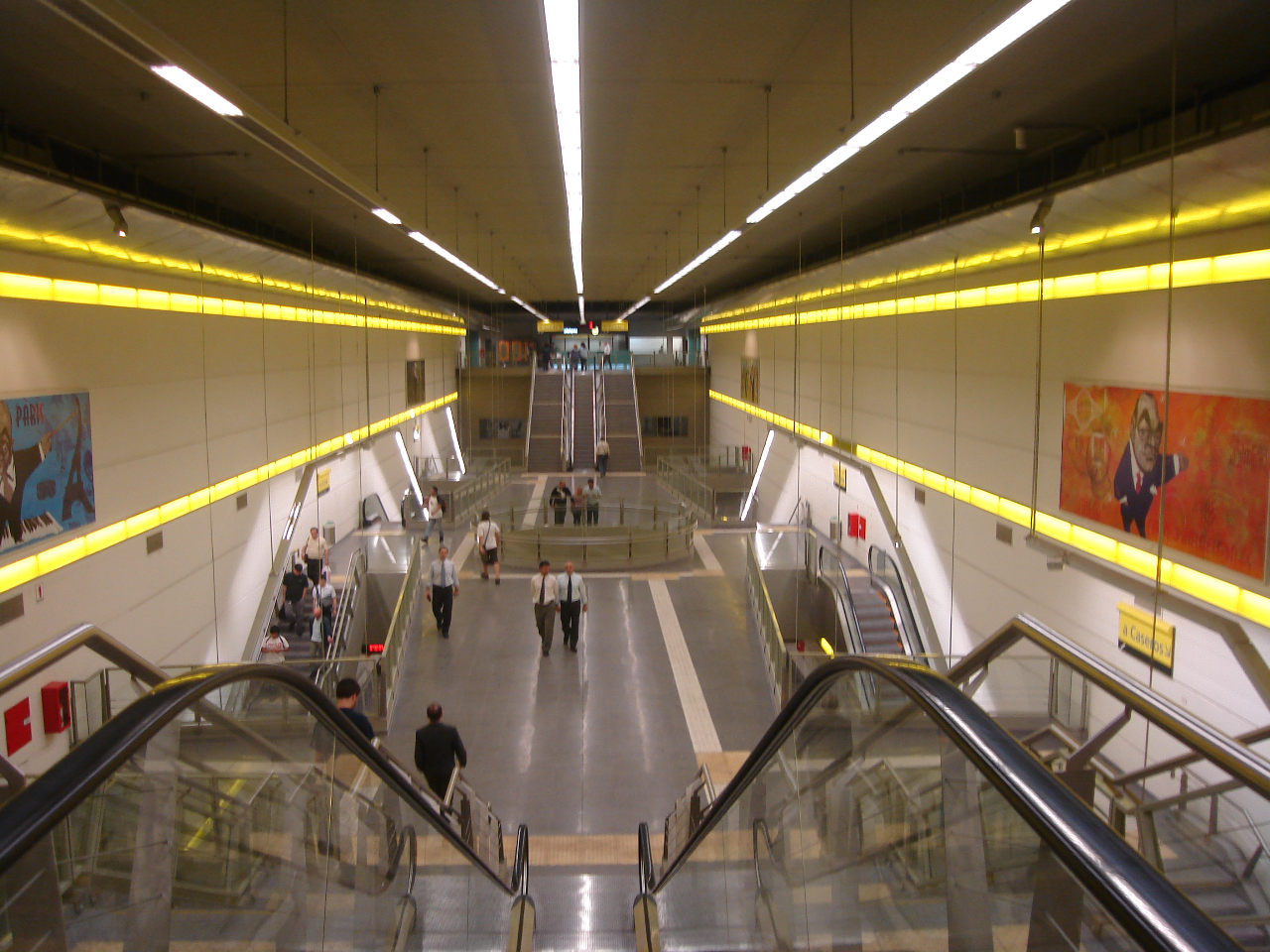
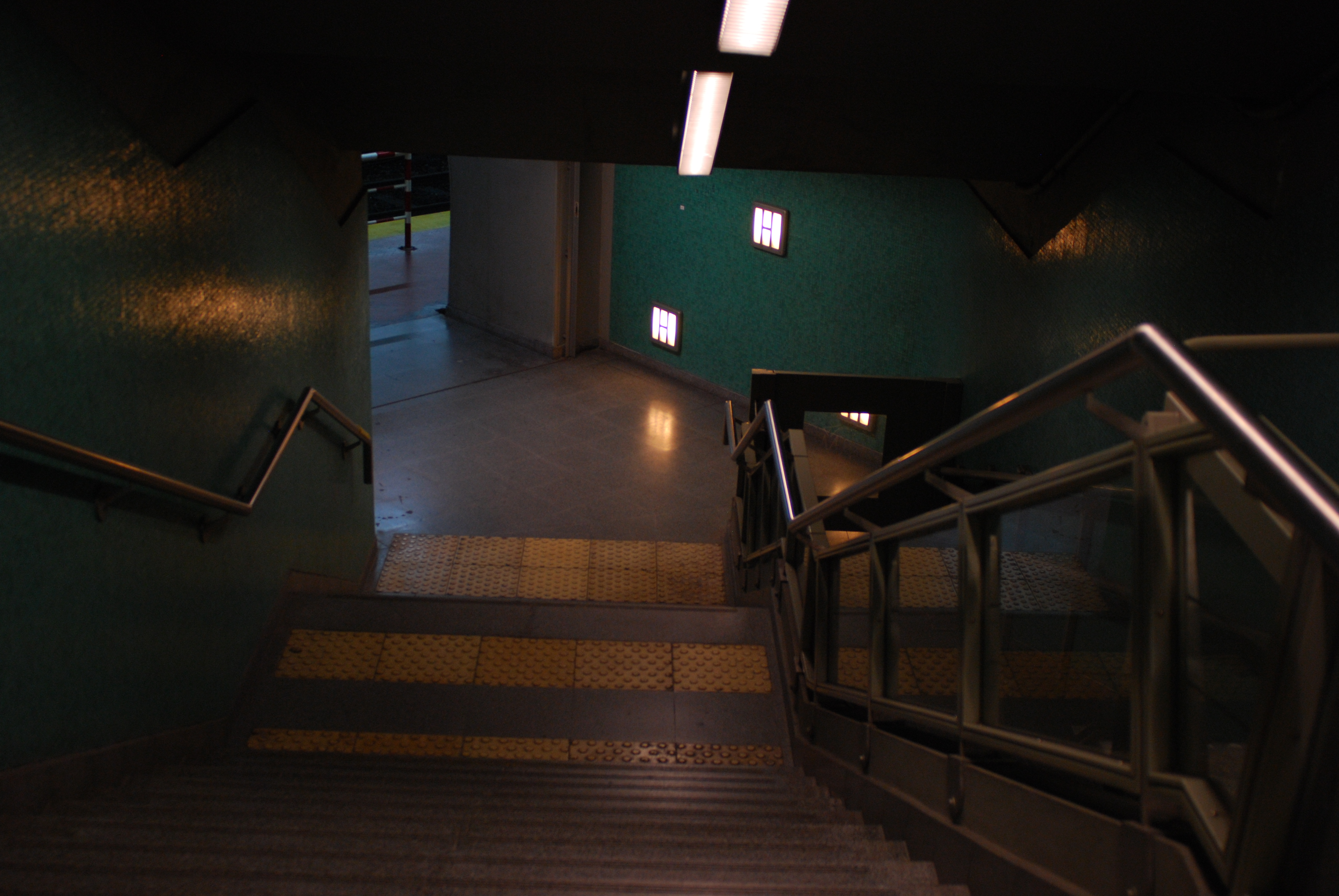
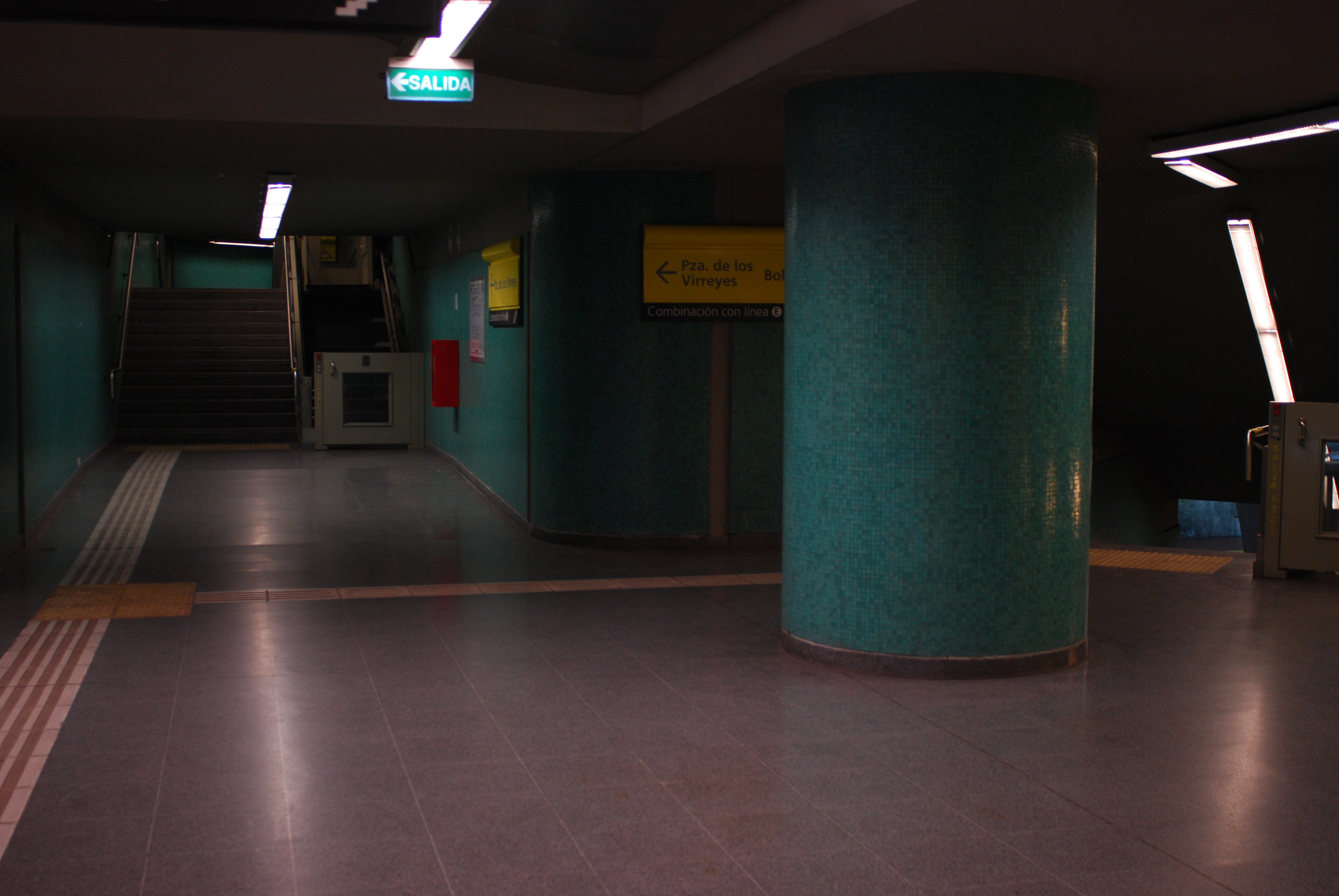
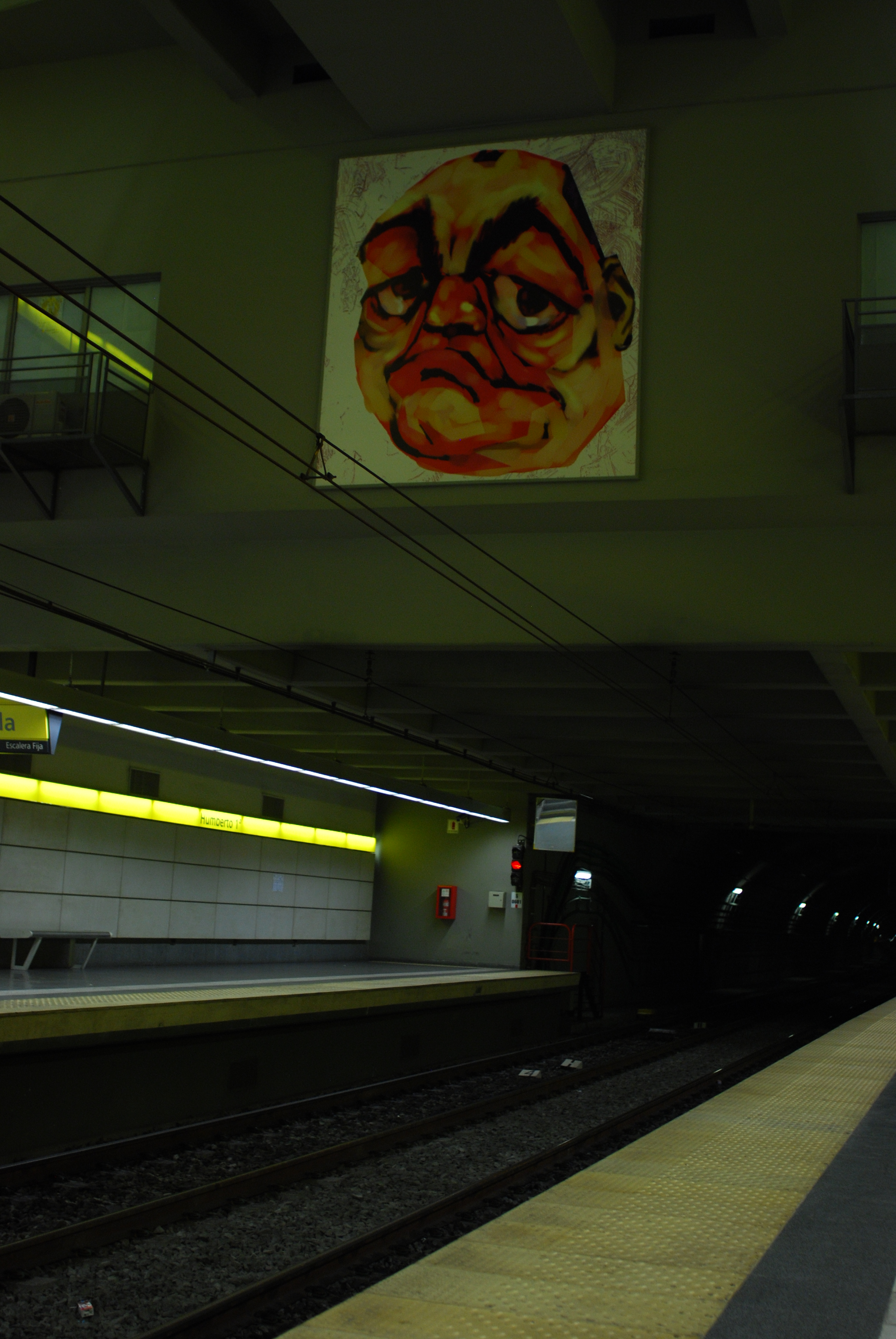
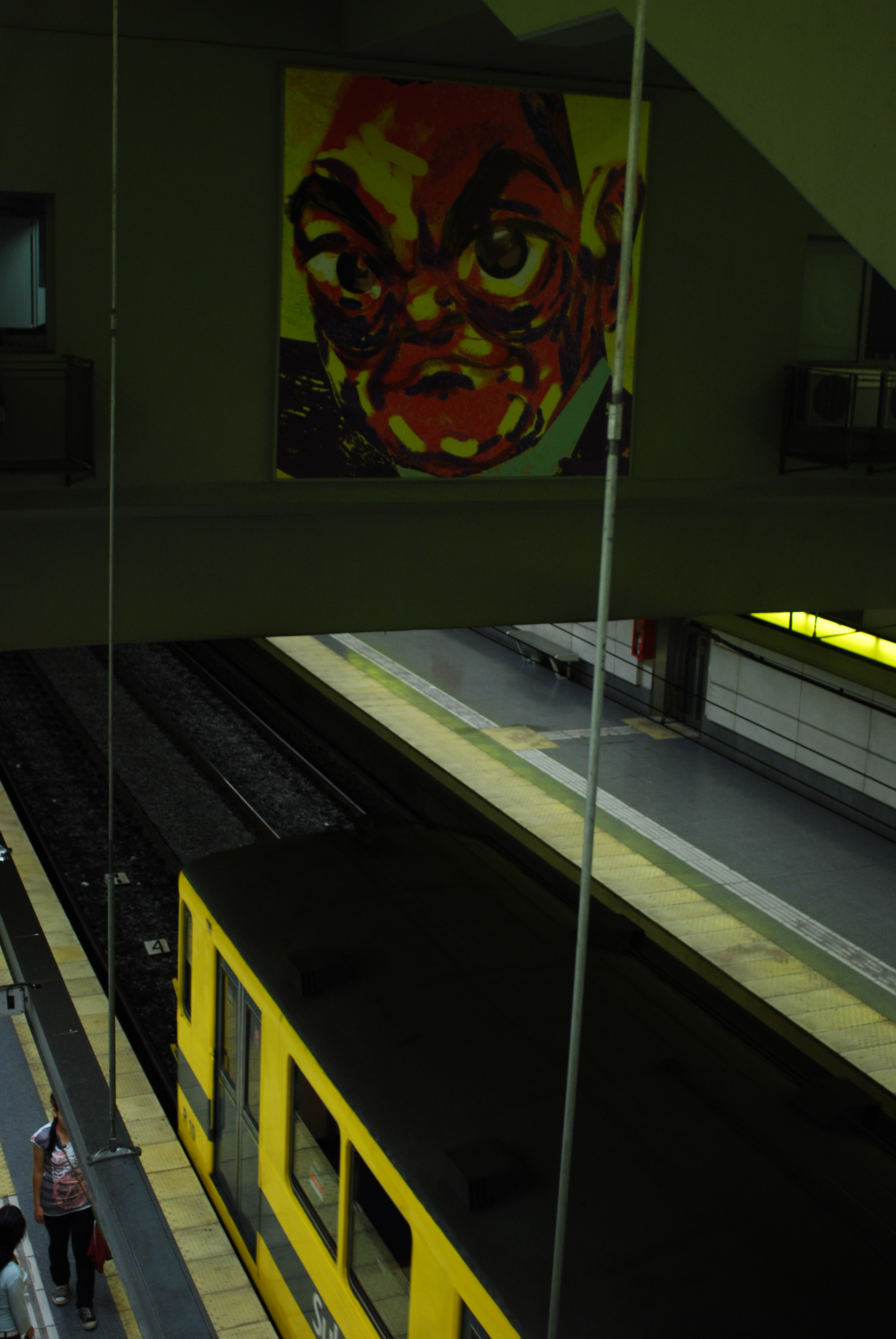